# Kanonierki torpedowe typu Grasshopper
Kanonierki torpedowe typu Grasshopper - krótka seria trzech okrętów Royal Navy bazowana na wcześniejszym HMS „Rattlesnake” (1886).
„Koniki polne” zbudowane były według podobnych planów jak „Rattlesnake”, ale w innych stoczniach; zostały wyposażone w maszyny parowe, wyprodukowane w zakładach Maudslay, Sons and Field (a nie Laird Brothers jak „Rattlesnake”); miały gorsze osiągi i były bardziej zawodne niż „Rattlesnake”.  Zostały wycofane ze służby w latach 1903-1905.
Daty położenia stępki, budowy i koszt:
| Nazwa             | Stocznia  | Położenie stępki      | Wodowanie                 | Wykończenie   | Koszt (₤) | Złomowany          |
| ----------------- | --------- | --------------------- | ------------------------- | ------------- | --------- | ------------------ |
| HMS „Grasshopper” | Sheerness | 27 kwietnia 1886(dts) | 30 sierpnia 1887(dts)     | lipiec 1888   | 34 065    | 11 lipca 1905(dts) |
| HMS „Sandfly”     | Devonport | 19 kwietnia 1886(dts) | 20 sierpnia 1887(dts)     | lipiec 1888   | 36 167    | 17 marca 1905(dts) |
| HMS „Spider”      | Devonport | 7 czerwca 1886(dts)   | 17 października 1887(dts) | grudzień 1888 | 36 300    | 13 maja 1903(dts)  |